# Ha*Ash
Ha*Ash este o formație americană de muzică pop-country. Grupul este alcătuit din surorile Ashley Grace (n. 23 ianuarie 1987, Lake Charles, Louisiana, Statele Unite ale Americii) și Hanna Nicole (n. 25 iunie 1985, Lake Charles, Louisiana, Statele Unite ale Americii).

## Discografie

### Albume de studio
- 2003: Ha*Ash
- 2005: Mundos Opuestos
- 2008: Habitación Doble
- 2011: A Tiempo
- 2017: 30 de febrero

### Albume live
- 2014: Primera Fila: Hecho Realidad

### Single-uri
- 2003: Odio amarte
- 2003: Estés en donde estés
- 2004: Te quedaste
- 2005: Amor a medias
- 2005: Tu mirada en mi
- 2006: Me entrego a ti
- 2006: ¿Qué hago yo?
- 2008: No te quiero nada
- 2008: Lo que yo sé de ti
- 2009: Tu y yo volvemos al amor
- 2011: Impermeable
- 2011: Te dejo en libertad
- 2012: ¿De dónde sacas eso?
- 2012: Todo no fue suficiente
- 2014: Perdón, perdón
- 2015: Lo aprendi de ti
- 2015: Ex de verdad
- 2015: No te quiero nada ft Axel
- 2015: Dos copas de más
- 2016: Sé que te vas
- 2017: 100 años ft Prince Royce
- 2018: No pasa nada
- 2018: Eso no va a suceder
- 2019: ¿Qué me faltó?